# Boubovia
Boubovia — рід грибів родини Pyronemataceae. Назва вперше опублікована 1977 року.

## Класифікація
До роду Boubovia відносять 6 видів:
- Boubovia ascoboloides
- Boubovia luteola
- Boubovia nicholsonii
- Boubovia ovalispora
- Boubovia subprolata
- Boubovia vermiphila